# Portulaca mucronulata
Portulaca mucronulata är en portlakväxtart som beskrevs av Carlos Maria Diego Enrique Legrand. Portulaca mucronulata ingår i släktet portlaker, och familjen portlakväxter. Utöver nominatformen finns också underarten P. m. robusta.